# Cá liệt ngang
Cá liệt ngang, tên khoa học Photopectoralis bindus, là một loài cá trong họ Cá liệt bản địa của Ấn Độ Dương và Tây Thái Bình Dương